# Олімпійський стадіон Педро Лудовіко Тейшейри
Олімпійський стадіон Педро Лудовіко Тейшейри (порт. Estádio Olímpico Pedro Ludovico Teixeira) — футбольний стадіон з біговими доріжками у бразильському місті Гоянія, столиці штату Гояс, відкритий в 1941 році. Він вміщує 13 500 глядачів і є рідним майданчиком футбольного клубу «Гоянія».
Стадіон названий на честь засновника міста, багаторічного губернатора штату Гояс та одного з ініціаторів будівництва стадіону Педро Лудовіко Тейшейри (1891—1979)

## Історія

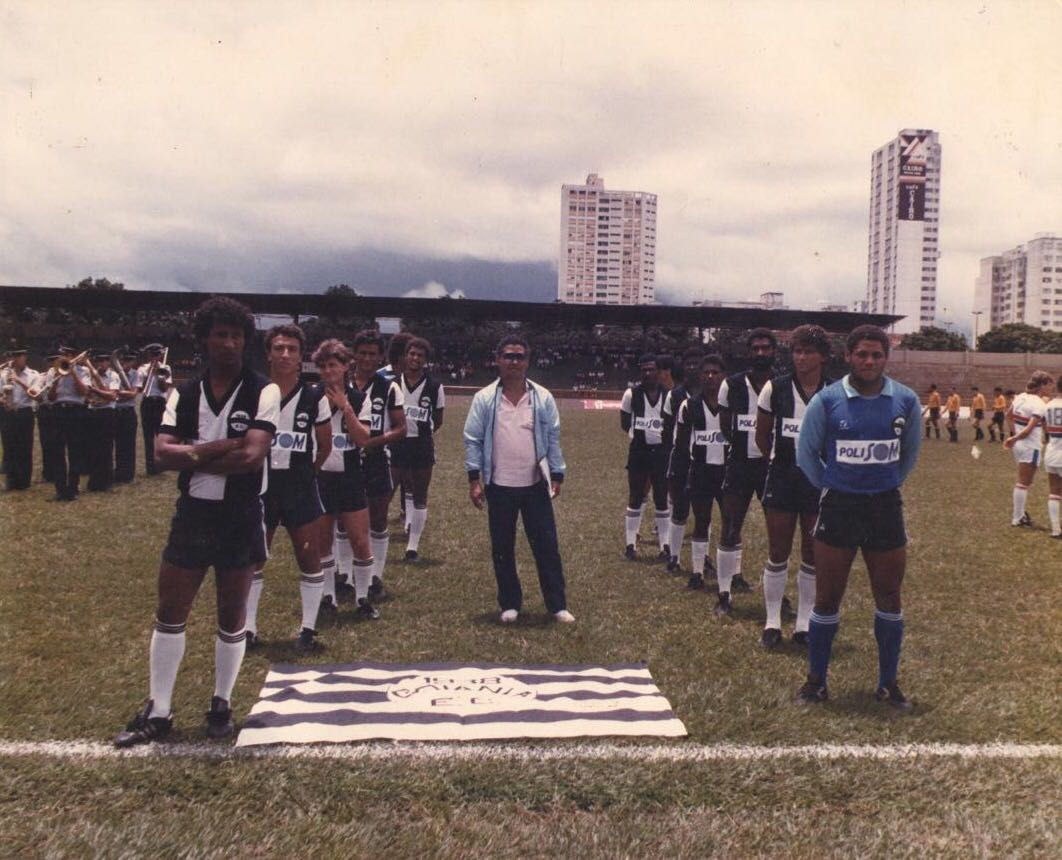
Стадіон у 1978 році

Будівництво стадіону почалося 9 лютого 1940 року і через півтора року, 3 вересня 1941 року арена була відкрита футбольним матчем між «Гоянією» та «Америкою Мінейро» (2:0). Рекордна відвідуваність стадіону, 24 806 відвідувачів, була зафіксована 4 листопада 1973 року на грі «Гояса» проти «Палмейрасв» з Сан-Паулу, яка закінчилось поразкою господарів 0:1.
У 1987 році після радіологічної аварії в Гоянії стадіон був використаний як притулок для заражених людей, у яких були зруйновані будинки та вилучені предмети. Багато людей пройшли тести для визначення рівня їх радіоактивності на цьому етапі.
На початку ХХІ сторіччя стадіон був капітально реконструйований і відкритий 27 вересня 2016 року грою між «Атлетіко Гояніенсе» та «Жовїнвілем» (1:1).
На стадіоні пройшли матчі юнацького чемпіонату світу з футболу, який проходив у Бразилії з жовтня по листопад 2019 року, а також Кубка Америки 2021 року.